# Giovanna Fontana
Giovanna Fontana (Traversetolo, 27 novembre 1915 – Roma, 13 agosto 2004) è stata una stilista e imprenditrice italiana.
È celebre per aver fondato insieme alle sue sorelle Micol e Zoe, l'atelier romano di alta moda Sorelle Fontana.

## Biografia
Giovanna Fontana nacque il 27 novembre del 1915 a Traversetolo, un piccolo paese collinare in provincia di Parma da Giovanni Fontana e Amabile Dalcò. Avuta la licenza elementare, cominciò a lavorare fin da ragazza nella sartoria di famiglia, con le sorelle e la mamma Amabile Dalcò.
Nel 1947 fondò insieme alle sorelle l'azienda Sorelle Fontana, celebre casa di alta moda, che ha vestito le più famose dive degli anni cinquanta, sessanta e settanta.
Nel 1953 contribuì a fondare, insieme alle sorelle e ad altri grandi nomi dell'epoca (tra cui Emilio Schuberth, Alberto Fabiani, Vincenzo Ferdinandi, Jole Veneziani, Giovannelli-Sciarra, Mingolini-Guggenheim, Eleonora Garnett, Simonetta), il SIAM - Sindacato Italiano Alta Moda, in disaccordo con il cofondatore dell'Alta Moda in Italia il nobile fiorentino Giovanni Battista Giorgini. I "secessionisti", come vennero chiamati, erano gli stilisti che polemicamente facevano sfilare le loro creazioni nei propri atelier a Roma, due giorni prima delle sfilate di Palazzo Pitti a Firenze.
Morì a Roma il 13 agosto 2004.

## Riferimenti nell'intrattenimento
La stilista è stata interpretata da Federica De Cola nella miniserie televisiva Atelier Fontana - Le sorelle della moda del 2011 per la quale la sorella Micol Fontana ha contribuito come consulente e ha fatto un cammeo nei panni di sé stessa nel prologo e nell'epilogo.